# Ramosmania
Ramosmania é um género botânico pertencente à família Rubiaceae.

## Espécies
- Ramosmania heterophylla
- Ramosmania rodriguesi